# Де-Ланд (Іллінойс)
Де-Ланд (англ. De Land) — селище (англ. village) в США, в окрузі Піатт штату Іллінойс. Населення — 447 осіб (2020).

## Географія
Де-Ланд розташований за координатами 40°7′18″ пн. ш. 88°38′35″ зх. д. / 40.12167° пн. ш. 88.64306° зх. д. (40.121781, -88.643162).  За даними Бюро перепису населення США в 2010 році селище мало площу 1,06 км², уся площа — суходіл.

## Демографія
Згідно з переписом 2010 року, у селищі мешкало 446 осіб у 185 домогосподарствах у складі 132 родин. Густота населення становила 419 осіб/км².  Було 207 помешкань (195/км²).
Расовий склад населення:
| - 98,4 % — білих - 0,4 % — азіатів - 0,2 % — чорних або афроамериканців |

До двох чи більше рас належало 0,9 %. Частка іспаномовних становила 1,1 % від усіх жителів.
За віковим діапазоном населення розподілялося таким чином: 22,2 % — особи молодші 18 років, 61,0 % — особи у віці 18—64 років, 16,8 % — особи у віці 65 років та старші. Медіана віку мешканця становила 40,5 року. На 100 осіб жіночої статі у селищі припадало 97,3 чоловіків;  на 100 жінок у віці від 18 років та старших — 101,7 чоловіків також старших 18 років.
Середній дохід на одне домашнє господарство  становив 50 665 доларів США (медіана — 34 659), а середній дохід на одну сім'ю — 55 478 доларів (медіана — 44 861). За межею бідності перебувало 19,7 % осіб, у тому числі 41,4 % дітей у віці до 18 років та 5,6 % осіб у віці 65 років та старших.
Цивільне працевлаштоване населення становило 219 осіб. Основні галузі зайнятості: освіта, охорона здоров'я та соціальна допомога — 24,7 %, оптова торгівля — 12,3 %, роздрібна торгівля — 11,0 %, виробництво — 10,5 %.